# Bernhard Lang
Bernhard Lang, né le 24 février 1957 à Linz (Autriche), est un compositeur autrichien de musique expérimentale et d'avant-garde, particulièrement reconnu pour son style agressif-répétitif. Il est depuis 2003 professeur de composition à l'université de Graz.
Sa musique est caractérisée par la répétition brutale de petites phrases. Il collabore régulièrement avec des chorégraphes, des cinéastes ainsi qu'un nombre de musiciens de musique électronique. Il tire sa renommée de son opéra provovocateur, I Hate Mozart, composé pour le festival de Vienne consacré à Mozart en 2006.
Il compose par ailleurs sur commande. À titre d'exemple le Differenz/Wiederholung 6b (letter code #2), pour l'association italienne de musique contemporaine, Repertorio Zero.